# Mike Sussman (guionista y productor televisivo)
Mike Sussman (nacido el 22 de junio de 1967) es un guionista y productor de televisión estadounidense. Es más conocido por haber ejercido ambas funciones en la franquicia Star Trek y como cocreador y productor ejecutivo de la serie dramática Perception, emitida en la cadena TNT y protagonizada por el ganador del premio Emmy Eric McCormack, en el papel de un neurólogo que resuelve crímenes.

## Primeros años
Sussman nació en Filadelfia, Pensilvania, pero siendo aún niño se mudó con su familia, primero a Nueva Jersey y después a Sarasota, Florida. Aficionado a Star Trek desde pequeño, estuvo involucrado en campañas de envío de cartas a emisoras de televisión locales cuando cancelaron las redifusiones de Star Trek: La Serie Original. Sussman cita el libro de David Gerrold sobre la realización del episodio "Los Tribbles y sus Tribulaciones" como una influencia en su orientación profesional.  Escribió su primera historia de Star Trek a la edad de ocho años. Mientras asistía a la Universidad Estatal de Florida, asistió a una clase de escritura de guiones, escribiendo un guion específico para Star Trek: La Nueva Generación ;  el guion que más tarde ayudó a Sussman a obtener un puesto en prácticas en el equipo de guionistas de Star Trek: Voyager.

## Carrera
Antes de escribir para Star Trek, Sussman trabajó como guionista y productor del informativo Prime Nine News en la emisora KCAL-TV, ganador del premio Emmy, y compartió el premio al Mejor Noticiero en los New York Festivals Television & Film Awards Archivado el 14 de agosto de 2018 en Wayback Machine..
La primera venta profesional de Sussman fue para Star Trek: Voyager con el episodio "Fusión". Sussman había sido invitado por el productor Kenneth Biller después de que este leyera el guion para La Nueva Generación Sussman enviado por Sussman. Se asoció con Phyllis Strong y ambos fueron contratados como editores ejecutivos de guiones para la séptima temporada de Voyager por el showrunner Kenneth Biller.
CuandoVoyager terminó, se les pidió a ambos que continuaran como guionistas en Star Trek: Enterprise. Durante gran parte del primer año esto implicó reescribir episodios concebidos por los productores ejecutivos Rick Berman y Brannon Braga. En la segunda temporada, Strong y Sussman ya escribieron episodios desde cero; en la tercera temporada, se dividían para escribir episodios en solitario. Sussman dijo más tarde en una entrevista que los guionistas de la serie competían entre ellos para insertar referencias a La Serie Original. Entre las referencias de Sussman estaban los malurianos en el episodio de Enterprise "Civilización" después de que fueran barridos de la existencia en el episodio de la serie original "El Suplantador ". Durante la tercera temporada, su "proyecto favorito" fue el episodio "Entre Dos Mundos ", un episodio de un futuro alternativo que presentaba un romance entre los personajes Jonathan Archer y T'Pol. 
Estaba satisfecho con la dirección que tomó Enterprise con el showrunner Manny Coto en su cuarta temporada. Sussman y Coto intercambiarían ideas con la intención de llevar el programa más en la dirección de The Original Series. También abogó porque los novelistas de Star Trek Judith y Garfield Reeves-Stevens se unieran al equipo de guionistas. También sugirió la escena de cierre en el último episodio de Enterprise "Estos Son Los Viajes..." que mostraba todas las naves principales de las diversas series de Star Trek. A Sussman se le atribuye haber escrito más de 30 episodios de Star Trek. Después de Star Trek, trabajó en la serie de televisión Threshold y en Legend of the Seeker de Sam Raimi. Desde entonces, produjo Perception para TNT junto a Biller. Más tarde, Sussman pasó a escribir y producir la serie de SyFy Channel, 12 Monos; y The Last Ship del productor ejecutivo Michael Bay y TNT Originals.